# Melchior Broederlam

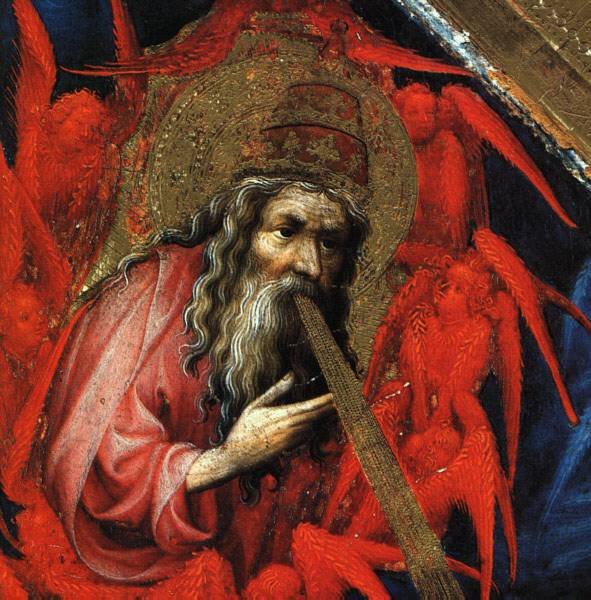
Détail du retable de Jacques de Baerze peint par Melchior Broederlam, (1394-99), Musée des beaux-arts de Dijon

Melchior Broederlam (date de naissance inconnue) actif entre 1381 et 1409, est un peintre et décorateur flamand qui a travaillé à la cour de Philippe le Hardi.

## Vie
On sait peu de choses sur sa vie, sinon qu'il travaille à Ypres, en Flandre, et qu'il est au service du comte de Flandres Louis II de Flandre (dit Louis de Male) avant d'entrer à celui de son gendre, le duc de Bourgogne Philippe le Hardi, en 1381 ; il y restera jusqu'en 1409. En 1381, il est nommé peintre de Louis de Male, à partir de 1387 il apparaît sur les registres comme « varlet de chambre » et à partir de 1391 comme peintre attitré de la cour de Bourgogne. Il est chargé de peintures religieuses, notamment des retables, mais aussi de la conception de bannières et d'écussons, ainsi que de la décoration du palais ducal à Hesdin. Il est probable qu'il fait un ou plusieurs séjours à Paris, alors centre artistique important grâce au mécénat de Charles V. 
En 1390, le sculpteur Jacques de Baerze reçoit commande d'un retable pour l'église de la chartreuse de Champmol, dont le duc de Bourgogne souhaite faire la nécropole de sa dynastie. Le retable est d'abord sculpté à Termonde, puis peint à Ypres par Broederlam. Il est installé à Dijon en 1399.

## Œuvre
|                                                                                      |  |  |
| Retable de la Crucifixion (partie basse) pour l'église de la Chartreuse de Champmol. |  |  |

C'est un peintre raffiné et subtil, dont les figures sont peintes avec beaucoup d'élégance. Il peint des paysages imposants, dans des teintes de vert et de marron qui font ressortir les bleus et les rouges des vêtements et des draperies. Ses architectures gothiques illustrent les premiers tâtonnements de la peinture européenne pour représenter l'illusion perspective, le panneau de gauche jouant avec une perspective oblique, le panneau de droite avec une perspective frontale. 
Le paysage qui se détache sur un fond doré est un héritage de la peinture byzantine. Les critiques observent également l'influence siennoise dans la scène de la Présentation au temple, et celle des artistes parisiens dans l'élégance des drapés.  
- Panneau de gauche : Annonciation et Visitation, 166,5 × 125 cm
- Panneau de droite : Présentation au temple, Fuite en Égypte, 167 × 130 cm

La Fuite en Égypte est remarquable par le réalisme vigoureux des détails, notamment celui de la figure de Saint Joseph, représenté sous les traits d'un paysan en train de se désaltérer. 
En 1407 il peint les portraits du Duc de Bourgogne et de son épouse pour la chapelle des comtes de Courtrai.